# Foordite
La foordite è un minerale appartenente al gruppo omonimo.